# Lyngby BK
Lyngby Boldklub – duński klub piłkarski, grający w 1. division, mający siedzibę w mieście Kongens Lyngby, leżącym na wyspie Zelandia.

## Historia
Klub został założony w 1921 roku. W swojej historii trzykrotnie zdobywał Puchar Danii w latach 1984, 1985 i 1990. W latach 1994–2001 znany był pod nazwą Lyngby FC. W grudniu 2001 roku zbankrutował i zmuszony był kończyć sezon z amatorskim składem. Zajął ostatnie miejsce w lidze i został zdegradowany o dwie klasy niżej do amatorskiej ligi Danmarksserien (odpowiednika IV ligi). 
W 2003 roku klub awansował do 2. division, a w 2005 roku do 1. division. W 2007 roku wywalczył awans do Superligaen, z której jednak spadł po jednym sezonie. Od tego czasu zespół występował w najwyższej lidze duńskiej w latach 2010–2012, 2016–2018, 2019–2021 oraz 2022–2025. Największym sukcesem zespołu w rozgrywkach ligowych w XXI wieku jest 3. miejsce w sezonie 2016/2017.
W Lyngby grało wielu reprezentantów Danii, w tym między innymi Klaus Berggreen, Henrik Larsen, Miklos Molnar, Claus Christiansen, a także obecni członkowie kadry narodowej Dennis Rommedahl, Niclas Jensen i Claus Jensen. Epizody zaliczyli także reprezentant Szwecji Marcus Allbäck oraz Norwegii Lars Bohinen. Czterech piłkarzy Lyngby wywalczyło mistrzostwo Europy w 1992. 

## Sukcesy
- mistrzostwa Danii:
  - mistrzostwo (2): 1983, 1991/1992
  - wicemistrzostwo (3): 1981, 1985, 1991
  - 3. miejsce (4): 1984, 1988, 1989, 2016/2017
- Puchar Danii w piłce nożnej
  - zwycięstwo (3): 1984, 1985, 1990
  - finał (2): 1970, 1980
- I dywizja
  - mistrzostwo (2): 2007, 2016
  - wicemistrzostwo (2): 1979, 2010
  - 3. miejsce (2): 2006, 2015
- Sjællandsserien
  - mistrzostwo (9): 1946–47, 1952–53, 1956–57, 1959, 1969‡, 1973‡, 1975‡, 1980‡, 2005‡
  - wicemistrzostwo (4): 1941–42, 1943–44, 1948–49, 1949–50

‡: wygrana zespołu rezerw

## Europejskie puchary
Legenda do wszystkich tabel:
- Q – runda eliminacyjna, 1/16, 1/8, 1/4, 1/2 – odpowiednia faza rozgrywek, Grupa – runda grupowa, 1r gr – pierwsza runda grupowa, 2r gr – druga runda grupowa, F – finał, R – runda, PO – play-off
- k. – rzuty karne, los. – losowanie, Dogr. – dogrywka, w. – zasada bramek strzelonych na wyjeździe

| Sezon     | Rozgrywki                 | Runda | Przeciwnik        | Dom | Wyjazd | Ogólnie |
| --------- | ------------------------- | ----- | ----------------- | --- | ------ | ------- |
| 1982/83   | Puchar UEFA               | 1R    | IK Brage          | 1–2 | 2–2    | 3–4     |
| 1984/85   | Puchar Europy             | 1R    | KS Labinoti       | 3–0 | 3–0    | 6–0     |
| 1984/85   | Puchar Europy             | 1/8   | Sparta Praga      | 1–2 | 0–0    | 1–2     |
| 1985/86   | Puchar Zdobywców Pucharów | 1R    | Galway United     | 1–0 | 3–2    | 4–2     |
| 1985/86   | Puchar Zdobywców Pucharów | 1/8   | FK Crvena zvezda  | 2–2 | 1–3    | 3–5     |
| 1986/87   | Puchar UEFA               | 1R    | Neuchâtel Xamax   | 1–3 | 0–2    | 1–5     |
| 1990/91   | Puchar Zdobywców Pucharów | 1R    | Wrexham           | 0–1 | 0–0    | 0–1     |
| 1992/93   | Liga Mistrzów             | 1R    | Rangers           | 0–1 | 0–2    | 0–3     |
| 1996/97   | Puchar UEFA               | 2Q    | ND Mura 05        | 0–0 | 2–0    | 2–0     |
| 1996/97   | Puchar UEFA               | 1R    | Club Brugge       | 0–2 | 1–1    | 1–3     |
| 1998      | Puchar Intertoto          | 1R    | Hrvatski Zagrzeb  | 0–1 | 4–1    | 4–2     |
| 1998      | Puchar Intertoto          | 2R    | Samsunspor        | 3–1 | 0–3    | 3–4     |
| 1999/2000 | Puchar UEFA               | Q     | Birkirkara FC     | 7–0 | 0–0    | 7–0     |
| 1999/2000 | Puchar UEFA               | 1R    | Lokomotiw Moskwa  | 1–2 | 0–3    | 1–5     |
| 2017/18   | Liga Europy               | 1Q    | Bangor City       | 1–0 | 3–0    | 4–0     |
| 2017/18   | Liga Europy               | 2Q    | Slovan Bratysława | 2–1 | 1–0    | 3–1     |
| 2017/18   | Liga Europy               | 3Q    | FK Krasnodar      | 1–3 | 1–2    | 2–5     |

## Reprezentanci kraju grający w klubie
| - Klaus Berggreen - Claus Christiansen - Denni Conteh - Torben Frank - Carsten Fredgaard - Jakob Friis-Hansen - John Helt - Claus Jensen - Niclas Jensen - Martin Johansen - Mads Junker - Thomas Kristensen - Henrik Larsen - Miklos Molnar - Peter Nielsen - Morten Nordstrand - Per Pedersen - Henrik Risom | - Dennis Rommedahl - Thomas Rytter - Michael Schäfer - Morten Wieghorst - Arunas Suika - Bosun Ayeni - Emeka Ezeugo - Lars Bohinen - Bradley August - David Kannemeyer - Frank Schoeman - Marcus Allbäck - Tobias Grahn - Marino Rahmberg - Tem Hansen - Christian Holst - Todi Jónsson |

## Skład na sezon 2024/2025
Stan na 9 września 2024
| Nr | Poz. | Piłkarz          |
| -- | ---- | ---------------- |
| 1  | BR   | David Jensen     |
| 3  | OB   | Brian Hämäläinen |
| 4  | OB   | Baptiste Rolland |
| 5  | OB   | Lucas Lissens    |
| 6  | OB   | Andreas Bjelland |
| 7  | OB   | Willy Kumado     |
| 8  | PO   | Mathias Hebo     |
| 9  | NA   | Malik Abubakari  |
| 10 | PO   | Rezan Corlu      |
| 11 | NA   | Magnus Warming   |
| 12 | OB   | Magnus Jensen    |
| 13 | PO   | Casper Winther   |
| 14 | PO   | Lauge Sandgrav   |

| Nr | Poz. | Piłkarz                                         |
| -- | ---- | ----------------------------------------------- |
| 15 | NA   | Michael Opoku                                   |
| 17 | NA   | Jonathan Amon                                   |
| 20 | OB   | Leon Klassen                                    |
| 21 | NA   | Sævar Atli Magnússon                            |
| 22 | PO   | Peter Langhoff                                  |
| 23 | OB   | Pascal Gregor                                   |
| 24 | OB   | Tobias Storm                                    |
| 26 | NA   | Frederik Gytkjær                                |
| 27 | NA   | Adam Vendelbo                                   |
| 30 | PO   | Marcel Rømer (kapitan)                          |
| 31 | BR   | Jonas Krumrey (wypożyczony z Red Bull Salzburg) |
| 32 | BR   | Jannich Storch                                  |
| 33 | NA   | Enock Otoo                                      |

### Zawodnicy wypożyczeni do innych klubów
Stan na 9 września 2024
| Nr | Poz. | Piłkarz                                                         |
| -- | ---- | --------------------------------------------------------------- |
| 16 | OB   | Johan Meyer (w Esbjerg fB do 30 czerwca 2025)                   |
| 19 | PO   | Gustav Fraulo (w FC Roskilde do 31 grudnia 2024)                |
| 25 | OB   | Gustav Mortensen (w Vendsyssel FF do 30 czerwca 2025)           |
| 29 | NA   | Nikolai Baden Frederiksen (w IFK Göteborg do 31 grudnia 2024)   |
|    | OB   | Þorri Stefán Þorbjörnsson (w Fram Reykjavík do 31 grudnia 2024) |

## Trenerzy klubu od 1981
Opracowano na podstawie:
| - Jørgen Hvidemose (1981–87) - Kim Lyshøj (1987–90) - Kent Karlsson (1991–92) - Michael Schäfer (1992–95) - Benny Lennartsson (1995–98) - Poul Hansen (1998–01) - Hasse Kuhn (2001–02) - Bent Christensen (2004–05) - Kasper Hjulmand (2006–08) - Henrik Larsen (2008–09) - Niels Frederiksen (2009–13) - Johan Lange (2013) | - Jack Majgaard (2013–15) - Søren Hermansen (2015) (tymcz.) - David Nielsen (2015–17) - Thomas Nørgaard (2017–18) - Mark Strudal (2018) - Christian Nielsen (2018–2020) - Carit Falch (2021) - Freyr Alexandersson (2021–2024) - Magne Hoseth (2024) - David Nielsen (2024) - Morten Karlsen (2024–) |